# Duist-Nieuweland
Het waterschap Duist-Nieuweland was een waterschap in de gemeenten Bunschoten en Hoogland, in de Nederlandse provincie Utrecht. Het was in 1862 gevormd uit de waterschappen (polders) Duist en Het Nieuweland.